# Zeilen op de wind van vandaag
Zeilen op de wind van vandaag is een lied geschreven door Frans Mulder. Hij schreef het toen hij deel uitmaakte van het cabaretcollectief Purper. Het lied ontstond door het beschrijven op een notitieblokje van tegenstellingen binnen ieders leven, maar hij kwam niet verder. Een toevallige passant gebruikte toen de zin "Je moet zeilen op de wind vandaag" en Frans Mulder had het refrein binnen een half uur op papier staan. Martin van Dijk, toen pianist binnen Purper, werkte de ideeën van Mulder verder uit. Het lied was vervolgens te horen in de theaterreeks Sixpack. Het verscheen toen ook op compact disc en vervolgens pakte Radio Noord-Holland het lied op. Willeke Alberti en André van Duin namen het voorts ook op. Tijdens een Purperreünie hebben ook Jos Brink en Erik Brey het gezongen.
Het lied gaat over “niet terugkijken maar vooruitkijken in het leven”. Geen van de genoemde artiesten wist een notering in de Nederlandse Top 40, Single Top 100, BRT Top 30 en Vlaamse Ultratop 50 te bemachtigen.

## André van Duin
Zeilen op de wind van vandaag is een single van André van Duin. Hij promootte zijn single in een televisieprogramma van Paul de Leeuw.
In tegenstelling tot bovenstaand serieus lied was de "B-kant" gevuld met een lied met onzintekst over het knopje van de balpen. Het was geschreven door André van Duin met zijn muziekproducenten Jochem Fluitsma en Eric van Tijn.